# 李纳 (作家)
李纳（1920年5月22日—2019年4月29日），原名李淑媛，女，彝族，云南石林人，中国作家。

## 生平
李纳是云南石林县城南门街人。幼时就读鹿阜小学，后进入昆明省立昆华女中读书。1940年春离家出走到达延安，被分配到培养妇女干部的中国女子大学学习，后因本人爱好文学，立志做一名文艺战士，又转入鲁迅文学学院文学系学习。1943年底分配到延安中学任语文教师，直至抗日战争胜利。1945年加入中国共产党。1945年8月随“东北干部大队”推进东北，先后任《东北日报》、《东北画报》记者、编辑，采访、撰写过大量的新闻报道和散文。1948年赴鸡西煤矿采访，写出了第一个短篇小说《煤》。随后又创作短篇小说《父亲》、《不愿做奴隶的人》，以及以工人生活为题材的《出路》和《姜师傅》。1951年结集为短篇小说集《煤》，1951年由工人出版社出版。
中华人民共和国建立后，李纳到北京中央文学研究所学习后留所创作。1954年，中国作家协会设驻会机构，李纳被调任驻会作家。1957年“反右”中驻会作家解散，她被分配到安徽省文联搞专业创作。1963年，出版第二部短篇小说集《明净的水》。文化大革命中，李纳经历了被批斗、抄家、下放等。1977年，调回北京人民文学出版社任编审。1983年，回作家协会任作家出版社编审。1963年撰写《刺绣者的花》，获1984～1986年人民文学长篇小说奖。另外还创作中篇小说《战友之间》和《涓涓流水》、《温暖的心》、《月琴》、《桥》、《窗》等短篇小说。